# 世界水中連盟
世界水中連盟（フランス語:Confédération Mondiale des Activités Subaquatiques, 英語:World Underwater Federation）は水中活動に関する国際NGO、国際競技連盟である。本部はイタリア、ローマにある。略称、CMAS（シーマス、クマス）。

## 組織構成

CMASの教育システム

世界水中連盟は、水中科学、水中スポーツ、水中技術の3つの委員会に各国の代表組織が加盟し構成される。この3つの各国代表による委員会とは別に水中写真や水中医学、児童生徒向けの水中活動内容も扱う。公用語はフランス語、英語、スペイン語である。加盟国132カ国。

### 水中科学委員会
海洋学や水中考古学・水中科学関連の国際会議開催や、海洋環境保護に関する活動（世界海洋大賞（GPIEM）の授与）等を行う。ユネスコNGO加盟。

### 水中スポーツ委員会
水中スポーツの国際大会（世界選手権、大陸別選手権、ワールドゲームズ(フィンスイミング）など）を主管する。国際スポーツ連盟連合GAISF、国際ワールドゲームズ協会(IWGA)および国際オリンピック委員会(IOC)承認団体ARISFメンバー。

### 水中技術委員会
スクーバダイビング関連の技術指導と諸規則の統一、国際資格認定など。

## 沿革
1958年9月28日、水中活動に関する国際組織設立に向けた国際会議がベルギーのブリュッセルで開催され、これを受けて1959年1月10日、モナコで世界水中連盟（CMAS）が設立された。
CMASは、水中活動の開拓、世界各国の水中活動の支援、水中における法律や規則の国際的な統一化、水中活動の国際大会や国際学会・研究会の後援、水中で行われるスポーツ、水中での技術開発基準の統一、水中科学の研究支援、そして、水中活動連盟未加盟の国々への設立支援、国連教育科学文化機構（UNESCO)、国際オリンピック委員会（IOC)国際文化団体等との交流、水中活動全般に関し国際間調整と水中活動の振興活動を行ってる。具体的には、水中スポーツ（フィンスイミング・アプニア等）・水中技術（スクーバダイビング等）・水中科学（海洋博物館・海洋研究所等）の3つの組織（委員会）で構成され、この3つのそれぞれの委員会に各国が加盟し、それぞれの分野で活動している。

### 歴代会長一覧
1. 1959年 - 1973年　ジャック＝イヴ・クストー
2. 1973年 - 1985年　ジャック・デュマ（Jacques Dumas）
3. 1985年 - 1989年　ピエール・ペロー（Pierre Perraud）
4. 1991年 - 1993年　クリスティアン・アイド（Christian Ide）
5. 1993年 - アキーレ・フェレーロ（Achille Ferrero）

注：1989年から1991年は副会長による会長代行期間。
世界水中連盟CMASの役員には、過去に小林良雄、岡本康男が選挙により常任理事に当選し活動した。吉澤俊治が2009年に当選した。

## 註
1. ↑  フランス語による正式名称を直訳すると「世界水中活動連盟」となるが、日本では英語名称の訳である「世界水中連盟」の名でよく知られている。